# Лемур бамбусар
Лемур бамбусар (лат. Hapalemur griseus) је врста полумајмуна из породице лемура (Lemuridae). 

## Распрострањење
Ареал врсте је ограничен на једну државу – Мадагаскар.

## Станиште
Станишта врсте су шуме и бамбусове шуме. 

## Угроженост
Ова врста се сматра рањивом у погледу угрожености врсте од изумирања.